# هضبة أداماوا
هضبة أداماوا (بالفرنسية: Massif de l'Adamaoua) هي منطقة هضبية تقع في غرب وسط إفريقيا تمتد من جنوب شرق نيجيريا عبر شمال وسط الكاميرون (أداماوا ومقاطعات الشمال) إلى جمهورية إفريقيا الوسطى. يُعرف جزء الهضبة الذي يقع في نيجيريا بشكل أكثر شيوعًا باسم جبال غوتل.
هضبة أداماوا هي مصدر للعديد من الممرات المائية، بما في ذلك نهر بنوي. يبلغ متوسط ارتفاع الهضبة قرابة 3300 قدم (1000 متر)، ولكن يمكن أن تصل الارتفاعات إلى 8700 قدم (2650 مترًا). وهو موقع مهم بسبب احتوائه رواسب من البوكسيت. غطاءه النباتي هو السافانا في الغالب. وتحتوي الهضبة على العلجوم المهدد بالانقراض (Amietophrynus djohongensis) حيث يوجد فقط في الجزء الكاميروني من هضبة أداماوا.
الهضبة قليلة السكان، وتربية الماشية هي المهنة الرئيسية لسكان في المنطقة. سميت المقاطعة والهضبة على اسم الزعيم الفولاني المسلم موديبو أداما، الذي أثر جهاده بشكل كبير على سكان المنطقة.